# SD协会

SD卡標誌

SD协会（英語：SD Association，縮寫SDA）是一个非营利组织，它设定了存储卡标准，旨在简化人们在每个国家使用的消费电子产品的使用和优化性能。由松下公司、SanDisk LLC和东芝公司于2000年1月成立。

## 參见
- SD卡
- CompactFlash Association (CFA)

## 外部連結
- SD協會（页面存档备份，存于）